# سکو (فیلم ۲۰۰۰)
سکو (انگلیسی: Platform) یک فیلم به کارگردانی جیا ژانکو است که در سال ۲۰۰۰ منتشر شد. از بازیگران آن می‌توان به ژائو تائو اشاره کرد.